# عبد الهادي حباسة
عبد الهادي حباسة (مواليد 13 يناير 1976) عداء مغربي متخصص في ركض المسافات الطويلة.

## مسيرته
احتل المركز الثامن عشر في بطولة العالم لنصف الماراثون 2001.
أفضل وقت شخصي له في سباق 10000 متر هو 28 دقيقة و16 ثانية و28 جزء من الثانية، حقّقهُ في يوليو 2001 في أوتاوا. أفضل وقت شخصي له في نصف الماراثون هو ساعة ودقيقة و21 ثانية، حقّقهُ في أبريل 2003 في آسفي.
في عام 2008، أُدين حباسة بتهمة تعاطي المنشطات. تم تسليم العينة في 3 فبراير 2008 في اختبار خلال منافسة في بلد الوليد بإسبانيا. تلقى إيقاقا من الاتحاد الدولي لألعاب القوى من مايو 2008 إلى مايو 2010.

## روابط خارجية
- عبد الهادي حباسة على موقع الاتحاد الدولي لألعاب القوى (الإنجليزية)